# Кремпе (Штайнбург)
Кремпе (нем. Krempe) — город в Германии, в земле Шлезвиг-Гольштейн.
Входит в состав района Штайнбург. Подчиняется управлению Кремпермарш. Население составляет 2348 человек (на 31 декабря 2010 года). Занимает площадь 3,39 км². Официальный код — 01 0 61 055.